# 1948 في الهند
فيما يلي قوائم الأحداث التي وقعت خلال عام 1948 في الهند.

## سياسة

### تعيين في المنصب
- 15 أغسطس – ساردار فالاباي باتل وزير الشؤون الداخلية [الإنجليزية]‏.

## أفلام
من الأفلام التي صدرت هذه السنة في الهند:
- 1 يناير – الحريق من إخراج راج كابور.

## مواليد

### يناير
- 1 يناير – علي أحسن محمد مجاهد سياسي بنغلاديشي.

### فبراير
- 24 فبراير – جيه. جايالاليثا

### أبريل
- 9 أبريل – جايا باتشان حم..
- 28 أبريل – جايانت باليجا

### أكتوبر
- 16 أكتوبر – هيما ماليني

### نوفمبر
- 22 نوفمبر – ساروج خان

## وفيات

### يونيو
- 18 يونيو – هاريلال غاندي (مواليد 1888)